# Convención x
La convención x es un sistema utilizado para escribir esperanto cuando no se pueden usar las letras acentuadas características de este idioma, y que consiste en colocar una 'x' a la derecha del carácter acentuado, en contra del sistema fundamenta que consiste en añadir una 'h' a la derecha del mismo. Con este sistema se aumenta en claridad, ya que la 'h' es una letra usada en esperanto y esto puede llevar a que sea difícil leer palabras compuestas, ya que podríamos pensar que la 'h' forma parte del alguna raíz. Puesto que la 'x' no existe más que en nombres extranjeros con ortografía no homologada, eso hace que sea mucho más clara a la hora de sustituir las letras, y por tanto, se usa más. El sistema, que en esperanto se conoce como x-sistemo o x-metodo, se detalla a continuación:
- ĉ=cx / ĝ=gx / ĥ=hx / ĵ=jx / ŝ=sx / ŭ=ux (aunque aquí también hay quien usa ú, ù o w, sin que por ello se pierda claridad)

Este sistema se usa para editar en la Wikipedia en esperanto, escribiéndose, además, doble x para letras sin acento seguidas de x (por ejemplo: ux para ŭ y uxx para ux). Al grabar se traduce automáticamente a "ĉapelitaj leteroj" (letras con circunflejo), viéndose en el código fuente igual que en la escritura. Sin embargo, la convención X no es una convención oficial.